# HD 25910
HD 25910，又名BD-09 811，SAO 130948、HR 1272，是一颗恒星，视星等为6.26，位于銀經200.7，銀緯-40.65，其B1900.0坐标为赤經4h 1m 7.4s，赤緯-9° -40.65′ 36″。